# Valerio Fiori
Valerio Fiori (Roma, Italia, 27 de abril de 1969) es un exfutbolista italiano. Jugó de portero en el equipo de AC Milan de la Serie A de Italia.

## Trayectoria
Comenzó su carrera como futbolista jugando en el Lodigiani de la Serie C2 en la temporada 1985-86, en donde jugó solo un partido. En la temporada siguiente pasa a jugar a la SS Lazio, en la que juega en las dos primeras temporadas en la Serie B. El 8 de enero de 1989 debuta en la Serie A frente a la Fiorentina, convirtiéndose en uno de los porteros más jóvenes en debutar en primera división.
En el verano de 1993, y después de haber jugado 117 partidos con la SS Lazio, comenzó a jugar en el Cagliari, con quien jugó un total de 82 partidos. Durante la temporada 1996-97 juega con el AC Cesena de la Serie B. En la temporada 1997-98 pasa a la Fiorentina, en donde solo juega un partido. En la siguiente temporada jugó para el Piacenza Calcio, disputando 28 partidos. Desde junio de 1999 integra el plantel del AC Milan, con quien solo jugó un partido de liga. Con el AC Milan obtuvo una Copa de Italia en la temporada 2002-03, la Serie A 2003-2004, la Supercopa de Italia 2004, la Liga de Campeones de la UEFA 2002-03 y la 2006-07, la Supercopa de Europa 2003 y 2007, y el Mundial de Clubes 2007. Se retiró luego de haber ganado el mundial de clubes y con una vasta trayectoria en su haber.

## Selección nacional
Disputó 4 partidos con la Selección de fútbol de Italia Sub-21. Nunca jugó en la selección mayor.

## Clubes
| Club            | País   | Año         |
| --------------- | ------ | ----------- |
| Lodigiani       | Italia | 1985 - 1986 |
| SS Lazio        | Italia | 1986 - 1993 |
| Cagliari        | Italia | 1993 - 1996 |
| AC Cesena       | Italia | 1996 - 1997 |
| Fiorentina      | Italia | 1997 - 1998 |
| Piacenza Calcio | Italia | 1998 - 1999 |
| AC Milan        | Italia | 1999 - 2008 |

## Palmarés

### Campeonatos nacionales
| Título              | Club     | País   | Año         |
| ------------------- | -------- | ------ | ----------- |
| Copa de Italia      | AC Milan | Italia | 2002 - 2003 |
| Serie A             | AC Milan | Italia | 2003 - 2004 |
| Supercopa de Italia | AC Milan | Italia | 2004        |

### Copas internacionales
| Título                            | Club     | País   | Año         |
| --------------------------------- | -------- | ------ | ----------- |
| Liga de Campeones de la UEFA      | AC Milan | Italia | 2002 - 2003 |
| Supercopa de Europa               | AC Milan | Italia | 2003        |
| Liga de Campeones de la UEFA      | AC Milan | Italia | 2006 - 2007 |
| Supercopa de Europa               | AC Milan | Italia | 2007        |
| Copa Mundial de Clubes de la FIFA | AC Milan | Italia | 2007        |